# Julian Beever

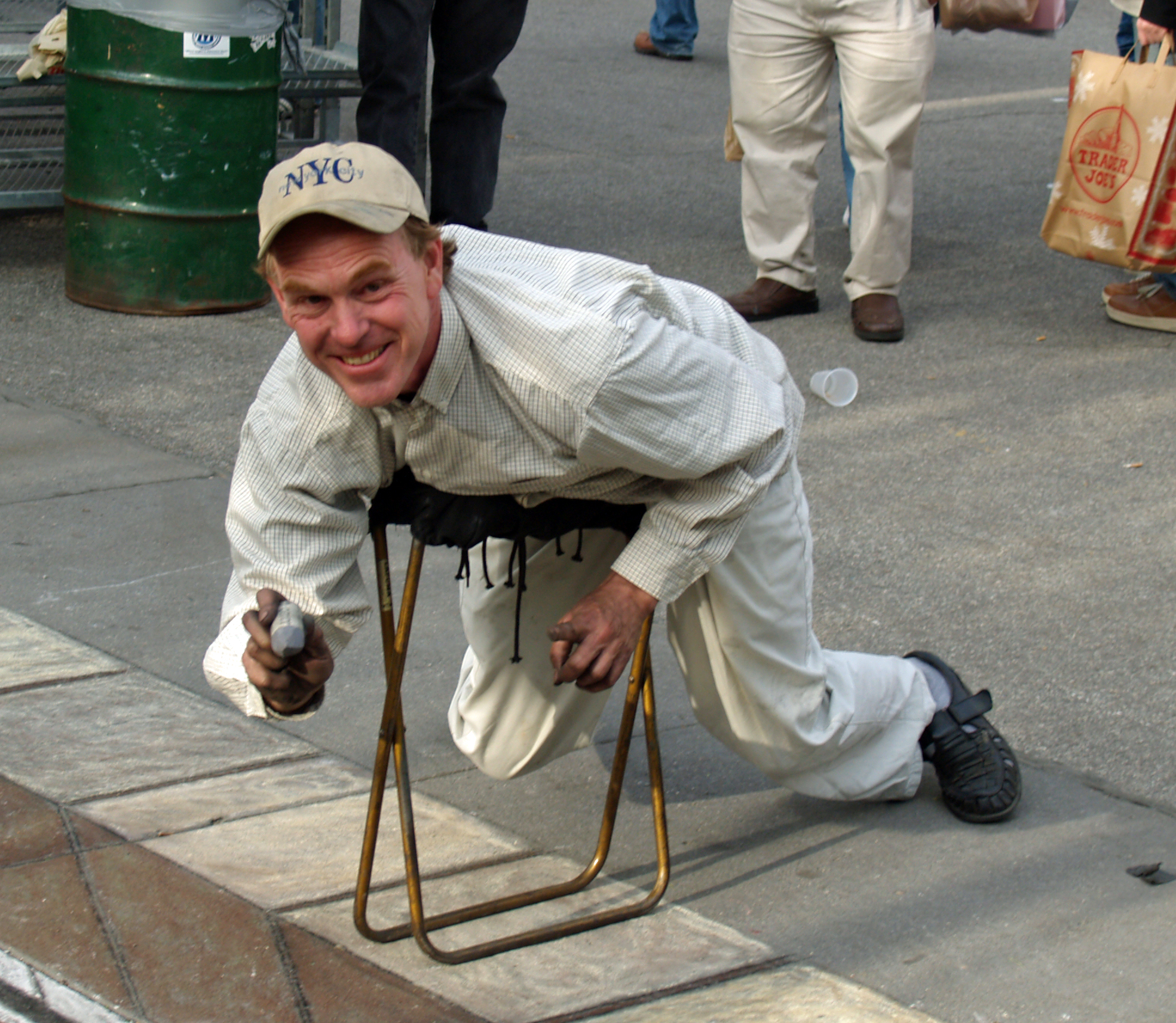
Julian Beever

Obra Mountain Dew,Union Square, New York por Beever.

Julian Beever é um artista inglês de Chalk art (Arte com giz) que cria desenho tridimensionais utilizando giz como material. É um trabalho que se utiliza da técnica de projeção conhecida como anamorfose. Esta técnica cria uma ilusão de ótica 3D quando a imagem é vista a partir de determinado ângulo.
Ele trabalha para várias empresas como freelancer, criando murais em campanhas promocionais. Frequentemente é chamado de Pavement Picasso. 
Os desenhos são minuciosamente projetados, milimetricamente executados. Pura matemática. Em média, o artista leva cerca de três dias para completar uma obra.
Em 2002, Beever se declarou homossexual, o que gerou uma repercussão enorme na mídia artística.